# Revoluția Cubaneză
Revoluția Cubaneză a fost o revoltă armată victorioasă a Mișcării 26 Iulie. Sub conducerea lui Fidel Castro, mișcarea a reușit să-l răstoarne pe dictatorul Fulgencio Batista, sprijinit de către Statele Unite ale Americii, pe 1 ianuarie 1959.

## Înainte de 1956

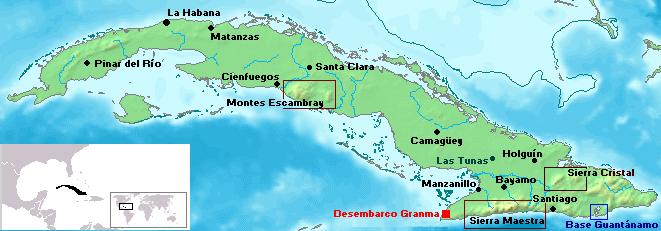
Munții din Cuba

Revoluția Cubaneză a început când rebeli slab înarmați au atacat Bărăcile Moncada din Santiago și bărăcile din Bayamo pe 26 iulie 1953. Numărul exact al rebelilor este discutabil, totuși, în autobiografia sa, Fidel Castro menționează cinci persoane ucise în lupte și alte 56 masacrate mai târziu de către regimul condus de Batista. Printre morți s-a aflat Abel Santamaría, comandantul secund al asaltului asupra Bărăcilor Moncada, care a fost închis, torturat și executat în aceeași zi a atacului. Supraviețuitorii atacului au fost capturați ulterior. Printre cei capturați s-au aflat și Fidel Castro și fratele său Raúl Castro Ruz.
Într-un proces politic evident, Fidel Castro a ținut un discurs de aproape patru ore în apărarea sa, încheiat cu următoarea afirmație: "Condamnați-mă, nu contează. Istoria mă va achita". Castro a fost condamnat la 15 ani de închisoare în penitenciarul din Isla de Pinos; fratele său, Raúl, a fost condamnat la 13 ani de închisoare. 
În 1955, sub presiune politică, regimul Batista a eliberat toți prizonierii politici din Cuba - inclusiv cei care au participat la asaltul Bărăcilor Moncada. Batista a fost parțial convins să-i includă pe frații Castro în decretul de eliberare de către profesorii iezuiți ai lui Fidel din copilărie. 
Frații Castro s-au alăturat celorlalți exilați în Mexic pentru a pregăti răsturnarea lui Batista, fiind antrenați de către Alberto Bayo, unul dintre liderii forțelor republicane din Războiul Civil Spaniol. Fidel s-a întâlnit și și-a unit forțele cu Ernesto "Che" Guevara în acestă perioadă.

## Decembrie 1956 - jumătatea anului 1958

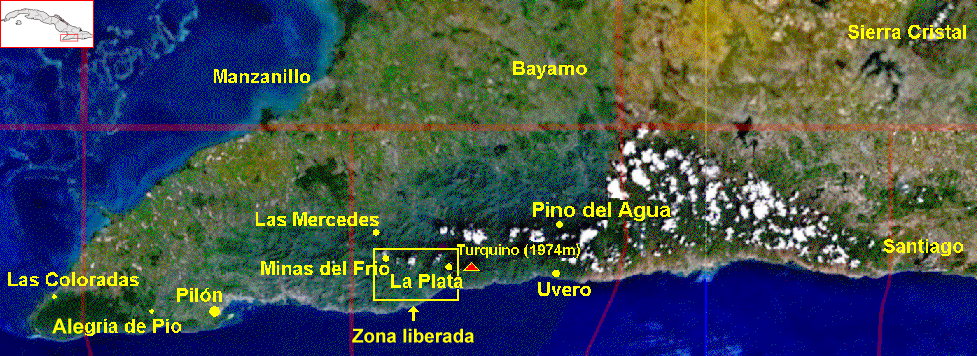
Harta localităților importante din munții Sierra Maestra în timpul Revoluției Cubaneze (1958)

Iahtul Granma a ajuns în Cuba pe 2 decembrie 1956, mai târziu cu două zile decât era planificat din cauza greutății excesive a navei, spre deosebire de ieșirile în larg de antrenament care au decurs fără probleme. Această întârziere a anulat șansele unui atac coordonat cu gruparea llano a Mișcării. După desant, grupul de rebeli s-a deplasat către munții Sierra Maestra din sud-estul Cubei. La trei zile de la începutul deplasării, armata lui Batista a atacat și a ucis majoritatea rebelilor. Un număr mic de rebeli a reușit însă să scape. Deși numărul exact este incert, nu mai mult de 20 de persoane din grupul inițial de 82 de rebeli au supraviețuit atacului armatei cubaneze. Supraviețuitorii au scăpat și s-au refugiat în munții Sierra Maestra. Printre aceștia se aflau Fidel Castro, Che Guevara, Raúl Castro și Camilo Cienfuegos. Supraviețuitorii dispersați, singuri sau în grupuri mici, au rătăcit prin munți, căutându-se unii pe alții. Rebelii s-au reunit însă cu ajutorul țăranilor care simpatizau cauza lor și au format nucleul unei gherile. Celia Sanchez și Haydee Santamaria (sora lui Abel Santamaria) au fost două femei-partizan care l-au sprijinit pe Fidel Castro în munți.
Pe 13 martie 1957, un grup separat de revoluționari - Directoratul Revoluționar (abreviat RD: Directorio Revolucionario) - format din studenți anticomuniști, au luat cu asalt Palatul Prezidențial din Havana, în încercarea de a-l asasina pe Batista și a răsturna regimul dictatorial. Atacul a fost sinucigaș. Liderul RD, studentul Jose Antonio Echeverria, a murit într-un schimb de focuri cu forțele lui Batista în clădirea radioului din Havana pe care o capturase în încercarea de a răspândi vestea morții lui Batista. Printre puținii supraviețuitori ai acestui atac s-au aflat Dr. Humberto Castello (mai târziu, Inspectorul General din munții Escambray), Rolando Cubela și Faure Chomon (ultimii doi au fost ulterior comandanții Mișcării 13 Martie din Munții Escambray, provincia Las Villas).
Statele Unite ale Americii au impus un embargo asupra guvernului cubanez și au rechemat ambasadorul SUA din Cuba, slăbind puterea guvernului și mai mult. Batista a fost sprijinit de către comuniști (Partidul Popular Socialist, abreviat PSP) dar și aceștia și-au retras sprijinul pe termen lung la mijlocul anului 1958.
Regimul a recurs la crime pentru a suprima orice formă de rebeliune și a menține orașele cubaneze sub controlul lui Batista. Însă în munții Sierra Maestra, Castro, cu ajutorul lui Frank País, Ramos Latour, Huber Matos și mulții alții, a planificat și a executat atacuri reușite asupra garnizoanelor mai mici ale armatei cubaneze. Che Guevara și Raúl Castro l-au ajutat pe Fidel să-și consolideze controlul politic din munți, deseori prin executarea celor suspectați a fi loiali lui Batista sau a rivalilor lui Castro. În plus, trupele neregulate slab înarmate cunoscute sub numele de escopeteros au hărțuit trupele lui Batista din dealurile și câmpiile provinciei Oriente. Trupele escopeteros au sprijinit direct forțele militare ale lui Castro prin protejarea liniilor de aprovizionare și prin furnizarea de informații. Munții au fost controlați ulterior în totalitate de către rebelii conduși de Castro.

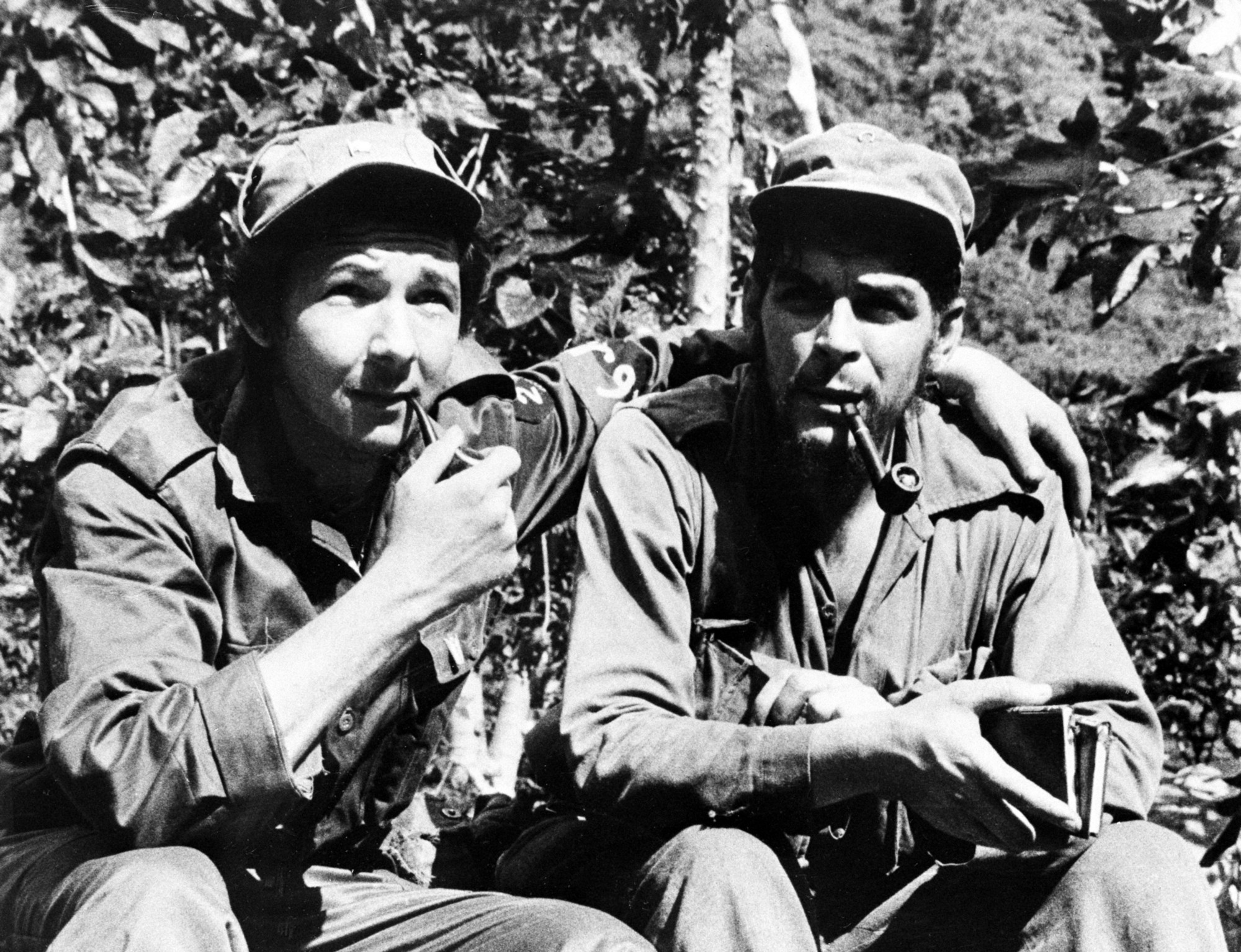
Raúl Castro (stânga) alături de Ernesto "Che" Guevara, secundul său, în bastionul din munții Sierra de Cristal, provincia Oriente, 1958.

Pe lângă rezistența armată, regimul lui Batista s-a confruntat și cu postul radio pirat denumit Radio Rebel (Radio Rebelde), înființat în februarie 1958. Castro și forțele sale transmiteau mesajul mișcării de eliberare a Cubei tuturor celor aflați în teritoriul controlat de Batista. Emisia radio a fost posibilă cu ajutorul lui Carlos Franqui, o cunoștință de-a lui Castro din trecut, care a fost ulterior exilat în Puerto Rico.
În acestă perioadă, forțele lui Castro nu erau numeroase, fiind uneori mai puțin de 200 de partizani, în timp ce armata și poliția cubaneză aveau un efectiv numeric de 30.000-40.000 de persoane. Totuși, în aproape toate confruntările directe, armata a fost forțată să se retragă. Armata cubaneză s-a dovedit a fi surprinzător de ineficientă, în ciuda superiorității numerice și a dotării. Embargoul total asupra armelor impus de SUA la 14 martie 1958 a cauzat și mai multe probleme pentru forțele lui Batista. Situația forțelor aeriene cubaneze s-a deteriorat rapid,  din cauza lipsei pieselor de schimb din Statele Unite ale Americii.
Forțele lui Batista au răspuns într-un final cu un atac asupra munților, denumit Operațiunea Verano (rebelii au denumit atacul "la Ofensiva"). Armata a trimis 12 000 de soldați (jumătate dintre ei recruți fără experiență) în munți. Soldații motivați ai lui Castro au înfrânt armata cubaneză printr-o serie de lupte mai mici. În Bătălia din La Plata, care a avut loc între 11 și 21 iulie 1958, forțele lui Castro au învins un între batalion și au capturat 240 de soldați, având doar trei victime în propriile rânduri. Soarta luptelor a fost foarte aproape de a fi schimbată pe 29 iulie 1958 când trupele lui Batista au fost pe punctul de a nimici armata lui Castro (300 de soldați) în Bătălia din Las Mercedes. Aproape încercuit, Castro a cerut și a obținut un armistițiu pe 1 august. Negocierile au durat, fără succes, șapte zile, însă în acest timp armata lui Castro a scăpat treptat din capcana armatei cubaneze. Până pe 8 august, întregul grup al lui Castro a scăpat înapoi în munți, iar Operațiunea Verano s-a încheiat cu un eșec pentru regimul condus de Batista.

## Jumătatea anului 1958 - ianuarie 1959

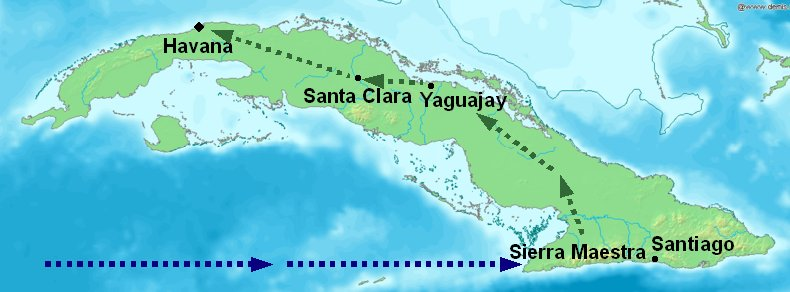
Harta Cubei în care apare desantul iahtului Granma, bastionul din munții Sierra Maestra și ofensiva coloanelor lui Guevara și Cienfuego spre Havana, prin provincia Las Villas în decembrie 1958

Pe 21 august 1958, după eșecul ofensivei regimului Batista, forțele lui Castro au lansat propria ofensivă. În provincia "Oriente" (în zona provinciilor Santiago de Cuba, Granma, Guantánamo și Holguín din prezent), Fidel Castro, Raúl Castro și Juan Almeida Bosque au condus patru fronturi. Coborând din munți cu armament nou, capturat în timpul ofensivei armatei sau de contrabandă (adus cu avionul), forțele lui Castro au reușit o serie de victorii. În urma victoriei importante de la Guisa și capturării a câtorva orașe importante (precum Maffo, Contramaestre, Central Oriente), Castro controla câmpiile Cauto.
Între timp, trei coloane sub comanda lui Che Guevara, Camilo Cienfuegos și Jaime Vega au avansat spre vest, către Santa Clara, capitala provinciei Villa Clara. Forțele lui Batista au surprins coloana lui Jaime Vega într-o ambuscadă și au distrus-o, dar celelalte două coloane au ajuns în provinciile din centrul țării, unde și-au unit forțele cu alte grupuri de rezistență care nu se aflau sub comanda lui Castro. În timpul acestor manevre, în provincia Las Villas și mai ales în Munții Escambray, au apărut tensiuni între coloana lui Guevara și grupul RD al Mișcării 13 martie. Cu toate acestea, grupurile reunite au continuat ofensiva. Cienfuegos a obținut o victorie importantă în urma Bătăliei din Yaguajay pe 30 decembrie 1958. În urma aceste victorii, Cienfuegos a fost poreclit "Eroul de la Yaguajay").
În ziua următoare (31 decembrie 1958) a avut loc Bătălia de la Santa Clara, într-o confuzie generalizată. Orașul Santa Clara a căzut în mâinile forțelor lui Che Guevara, Cienfuegos și RD (conduse de comandanții Rolando Cubela, ("El Mejicano") Abrahantes și William Alexander Morgan). Vestea acestei înfrângeri a cauzat panica lui Batista, care a fugit în Republica Dominicană câteva ore mai târziu, pe 1 ianuarie 1959. Comandantul William Alexander Morgan, conducătorul forțelor RD rebele, a continuat lupta și a capturat orașul Cienfuegos pe 1 și 2 ianuarie, în timp ce Batista părăsea țara. Castro a aflat de fuga dictatorului în dimineața primei zile a noului an și a demarat imediat negocierile pentru preluarea orașului Santiago de Cuba. Pe 2 ianuarie, comandantul armatei din oraș, colonelul Rubido, a ordonat soldaților săi să nu opună rezistență, iar Castro a ocupat orașul. Concomitent cu acțiunile lui Castro, forțele lui Guevara și Cienfuegos au intrat în capitala Havana. În timpul marșului din Santa Clara spre capitală nu a fost întâmpinată rezistență. Castro însuși a ajuns în Havana pe 8 ianuarie după un marș al victoriei. Președintele ales de el, Manuel Urrutia Lleó, fusese numit în funcție pe 3 ianuarie 1959. 

## După revoluție (post-1959)

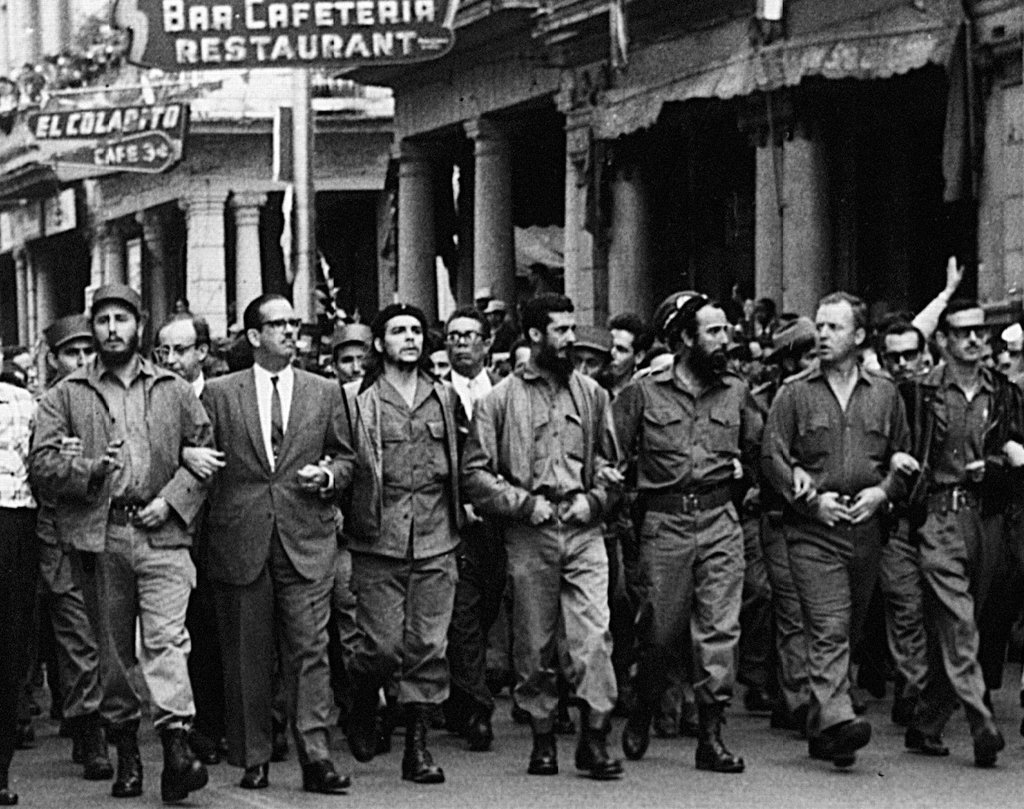
5 martie 1960: marșul comemorativ al victimelor exploziei La Coubre din Havana. În stânga fotografiei este Fidel Castro, iar în centru este Che Guevara.

Castro a vizitat ulterior Statele Unite ale Americii pentru a explica revoluția. El a menționat: „Știu ce crede lumea despre noi, că suntem comuniști, dar am spus foarte clar faptul că nu suntem comuniști; foarte clar.”
Sute de agenți suspecți ai regimului Batista, polițiști și soldați au fost judecați public pentru încălcarea drepturilor omului și crime de război, inclusiv pentru crimă și tortură. Majoritatea celor condamnați de tribunalele revoluționare pentru crime politice au fost executați prin împușcare, iar restul au primit sentințe lungi de închisoare. Unul dintre cele mai notorii exemple de justiție a revoluționarilor a fost executarea a 70 de soldați ai regimului Batista, comandantă de către Raúl Castro după ocuparea orașului Santiago. Che Guevara a fost numit procuror suprem la Fortăreața "La Cabaña" în urma contribuției sale la capturarea Havanei. Această decizie a făcut parte din planul major al lui Fidel Castro de a epura forțele de securitate ale loialiștilor lui Batista și potențialii oponenți ai noului regim revoluționar. Alții au fost norocoși să fie pur și simplu demiși din poliție sau armată fără a fi judecați, iar câțiva oficiali înalți ai armatei au fost exilați ca atașați militari.
În 1961, după Invazia din Golful Porcilor, noul guvern cubanez a naționalizat toate proprietățile deținute de organizațiile religioase, inclusiv cele deținute de Biserica Romano-Catolică. Sute de membrii ai Bisericii, inclusiv un episcop, au fost expulzați din țară, noul guvern fiind oficial ateu.
Școlile private au fost desființate, iar statul a adoptat o doctrină socialistă, implicându-se în educația copiilor.
Conform geografului și comandantului cubanez Antonio Núñez Jiménez, 75% din terenurile fertile ale Cubei erau deținute de către cetățeni sau companii străine (majoritatea companiilor erau din SUA). Una dintre primele măsuri luate de noul guvern cubanez a fost eradicarea analfabetismului și implementarea reformelor agricole. Aceste reforme au ridicat standardele de viață prin împărțirea companiilor mari în cooperative. Comandantul Sori Marin, însărcinat oficial cu reforma agricolă, a contestat decizia și a fugit, însă a fost executat ulterior. Mulți alți non-marxiști și lideri rebeli anti-Batista au fost exilați, executați sau eliminați în urma unor rebeliuni nereușite, precum cea a fraților Beaton.
La scurt timp după preluarea puterii, Castro a înființat o miliție revoluționară pentru a-și mări controlul asupra foștilor rebeli și asupra populației. Castro a înființat de asemenea și Comitete pentru Apărarea Revoluției la sfârșitul lunii septembrie 1960. Un număr mare de informatori a fost recrutat din rândul populației. Comitetele pentru Apărarea Revoluției aveau drept sarcină menținerea „vigilenței asupra activităților contra-revoluționare”. Sectoriștii aveau sarcina de a menține rapoarte detaliate asupra locuitorilor unui cartier legate de cheltuieli exagerate, contacte cu străinii, locul de muncă, educația și orice comportament „suspect” în general.
În urma legii reformei agrare, adoptată la 17 mai 1959, guvernul revoluționar a confiscat proprietăți private în valoare de 25 de miliarde de dolari până la sfârșitul anului 1960. Cuba a decis pe 6 august 1960 naționalizarea tuturor proprietăților deținute de către firmele străine, inclusiv cele SUA. Statele Unite ale Americii au decis drept urmare înghețarea tuturor activelor cubaneze din țară, oprirea relațiilor diplomatice și înăsprirea embargoului asupra Cubei. Acest embargo este încă în vigoare la 50 de ani după Revoluția Cubaneză. Ca răspuns la deciziile administrației Eisenhower, Cuba a cerut sprijinul Uniunii Sovietice. 
În iulie 1961, a fost formată formațiunea Organizațiilor Revoluționare Integrate (abreviată IRO) prin unificarea Mișcării Revoluționare 26 Iulie a lui Fidel Castro, Partidul Socialist al Poporului (vechiul Partid Comunist) condus de Blas Roca și Directoratul Revoluționar 13 Martie condus de Faure Chomón. Pe 26 martie 1962, IRO a devenit Partidul Unificat al Revoluției Socialiste Cubaneze (PURSC) care la rândul său a devenit Partidul Comunist din Cuba pe 3 octombrie 1965, cu Fidel Castro drept prim-secretar.
Statele Unite ale Americii au încercat de mai multe ori să răstoarne guvernul cubanez. Una din acțiunile celebre în acest sens a fost Invazia din Golful Porcilor din 1961, care s-a soldat cu un eșec. După Criza rachetelor cubaneze din 1962, SUA a promis că nu va invada niciodată Cuba. Rebeliuni disperate, dar lipsite de succes, cunoscute sub numele de Războiul Împotriva Bandiților, au continuat până în 1965.